# Пирятинський район
Пиря́тинський райо́н — колишня адміністративно-територіальна одиниця Полтавської області України з центром у Пирятині, місті обласного підпорядкування. Найвіддаленіший район від обласного центру. Населення на 2001 рік становить 36,6 тисяч жителів. У районі 42 населені пункти, підпорядковані Пирятинській міській громаді і 13 — сільським радам.

## Географія

### Фізико-географічні умови

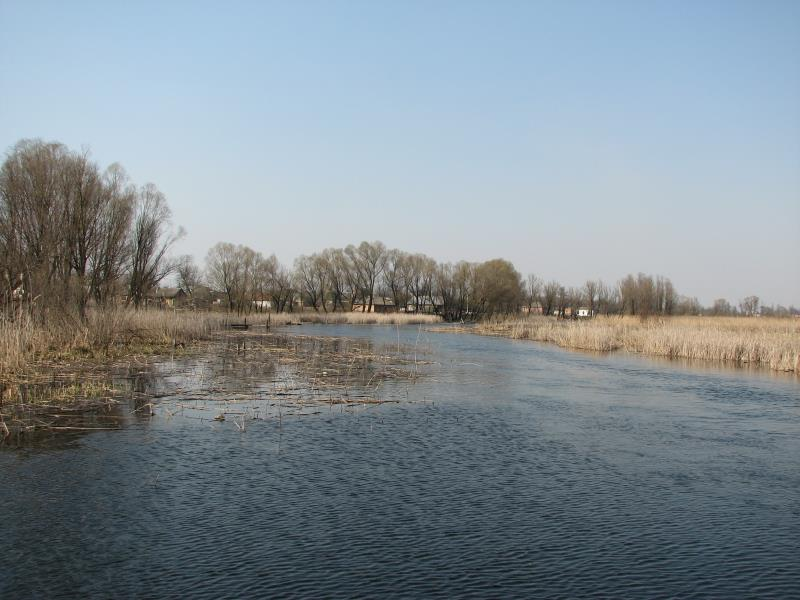
Річка Удай у Пирятині

Розташований район у північно-західній частині Полтавської області в лісостеповій зоні Придніпровської низовини. Район розташований на 50° 5' пн.ш та на 32° 31' сх.д. Територія Пирятинського району становить 863,5 км², що становить 3 % території Полтавської області. За розмірами він посідає 18-те місце серед районів Полтавщини. Межує з Чорнухинським, Лубенським, Гребінківським районами Полтавської та з Драбівським Черкаської, Яготинським Київської, Прилуцьким і Варвинським Чернігівської областей.
Пирятинський район розташований на корінному схилі в долині річки Дніпро. Його поверхня має незначний похил на південний схід, про що говорить напрям течії річок. Рельєф слабо розчленований тимчасовими водами на лівобережжі і майже не розчленований на правобережній частині. Середня висота поверхні району становить близько 120—130 метрів. Найнижча точка Пирятинщини знаходиться поблизу с. Повстин на березі річки Удай, а найвища — неподалік с. Яцини і кордону з Чернігівською областю. Територія Пирятинського району поділяється на дві частини: правобережжя та лівобережжя. На правобережжі поверхня рівнинна має незначні висоти, слабо розчленована. Тут немає великих ярів та балок, характерних для лівобережжя, яке більш розчленоване ярами, балками та річковими долинами. За своїм утворенням рельєф відноситься до ерозійного типу, тобто утворений талими водами льодовика, річками, тимчасовими водотоками. Основними і найбільш поширеними формами на поверхні виділяють вододільні плато, річкові долини, балки, яри, степові блюдця. Окремо можна виділити і штучні форми рельєфу: насипи для автомобільних доріг та залізничних колій, штучно створенні меліоративні канали, кар'єри, насипи, котловани водосховища та ставків, греблі, дамби, кургани.

### Кліматичні умови
Клімат помірно континентальний. На його формування впливають різні чинники, найголовніші з яких: сонячна радіація, атмосферна циркуляція і характер земної поверхні. Взаємодія цих факторів спричиняє формування загальних умов клімату даної території.
Сонячна радіація є головним кліматотвірним чинником, рушійною силою всіх атмосферних процесів. Її величина залежить від висоти Сонця над горизонтом. При безхмарному небі протягом року на широті 50о і 15' (м. Пирятин) сонячна радіація становить близько 143 ккал/см², сумарна (пряма і розсіяна) сонячна радіація фактично становить 100 (у світі — 60 ккал см²) і сонячного сяйва 4380 годин на рік. Однак, внаслідок впливу хмарності, сумарна (пряма і розсіяна) сонячна радіація фактично становить 100 ккал/см² (по Україні 92-127ккал/см²), а сонячне сяйво — менше 1600 годин на рік. Альбедо (відбита від земної поверхні сонячна радіація) становить 30,5 %, тобто 30,5 ккал/см². Ефективне випромінювання (різниця між власним випромінюванням Землі — 30 ккал/см² і зустрічним випромінюванням атмосфери — 9 ккал см²) становить 21ккал см² за рік. Вирахувавши від сумарної радіації альбедо і ефективне випромінювання, отримаємо радіаційний баланс. На території району він дорівнює 48,5 ккал см² за рік (по Україні 42-63 ккал см²).

### Ґрунти
Основними ґрунтоутворюючими породами регіону є лесовидні суглинки, алювіальні, делювіальні і водно-льодовикові відклади. За механічним складом зустрічаються в основному крупно-пилуваті легкосуглинисті ґрунти. Вони зустрічаються на більшій частині району. Рідко зустрічаються супіщані ґрунти. Ще рідше трапляються піщані ґрунти. У межах Пирятинщини зустрічаються ґрунти переважно трьох типів:
1. чорноземи і опідзолені лісові ґрунти на лесовидних породах;
2. дернові-підзолисті суглинисті, супіщані і піщані ґрунти на давньоалювіальних і водно-алювіальних відкладах;
3. ґрунти лучно-болотного типу (гігроморфні).

### Характеристика річкової системи
Територією Пирятинського району протікає 5 річок:
- Удай: загальна довжина — 327 км; довжина в межах району — 64,2 км; площа прибережних смуг — 620, 5 га, площа водоохоронної зони — 3707,3 га
- Перевід: загальна довжина — 50 км; довжина в межах району — 22, 9 км; площа прибережних смуг — 112, 7 га
- Руда: загальна довжина — 40 км; довжина в межах району — 16, 7 км; площа прибережних смуг — 74, 2 га, площа водоохоронної зони — 588 га
- Оржиця: загальна довжина — 117 км; довжина в межах району — 18, 1 км; площа прибережних смуг — 94, 0 га, площа водоохоронної зони — 870 га
- Многа: загальна довжина — 59 км; довжина в межах району — 14, 5 км; площа прибережних смуг — 124, 1 га, площа водоохоронної зони — 128, 5 га

Також знаходиться п'ятдесят одне водоймище та два великі водосховища: Березоворудське — 141 га (4,3 млн м³) та Давидівське — 24 га.
Районний центр — місто Пирятин обласного підпорядкування, розташоване на правому березі річки Удаю (басейн Дніпра) за 197 км на північний захід від Полтави, за 144 км — від Києва і 50 — від Лубен.

### Ландшафти

#### Природні ландшафти
За особливостями рослинно-ґрунтового покриву та рівня зволоженості на території Пирятинщини, виділено 6 типів природних ландшафтів:
1. слаборозчленовані поверхні вододілів та їх схилів з малозволоженими дрібнолистяними лісами на чорноземах малогумусних вилугуваних;
2. слаборозчленовані поверхні вододілів та їх схилів, малозволожених з сільськогосподарською рослинністю на чорноземах малогумусних, вилугуваних (іноді з солонцево-солончаковою рослинністю.);
3. слаборозчленовані поверхні вододілів та їх схилів, з сільськогосподарською рослинністю на чорноземах глибоких малогумусних, вилугуваних;
4. заплави річок з лучною періодично зволоженою рослинністю на лучних та алювіальних ґрунтах;
5. заплави та тераси річок з перезволоженою лучною та осико-вільховою рослинністю та лучно-болотними ґрунтами;
6. заплави та тераси річок з мішаними, дрібнолистяними та сосновими лісами на дернових ґрунтах.

#### Антропогенні ландшафти
Високий рівень господарської, в тому числі сільськогосподарської, освоєності території, природні ландшафти в Пирятинському районі майже не збереглися. Більша частина — змінені господарською діяльністю людини, тому ландшафти Пирятинщини відносяться до антропогенних.
На території Пирятинського району виділено такі типи функціонального зонування ландшафтів за характером господарської діяльності. В їх структурі переважає сільськогосподарський тип, площею 64946,6 га, що становить 75 % від загальної площі Пирятинщини, в тому числі підтип ріллі (55,2 тис. га) та пасовищ (4,5 тис. га). Лісогосподарський тип ландшафтів займає площу 6809 га, в тому числі 3813 га дубових та 177 га хвойних лісів, що становить 8 % від загальної площі Пирятинщини. Значну площу займає водогосподарський тип ландшафтів. Він включає 24 ставка та 2 великі водосховища — Березоворудське та Давидівське. Селітебні ландшафти Пирятинського району це м. Пирятин та 42 сільські населені пункти. Автомобільна мережа експлуатаційних доріг Пирятинського району складається з загальнодержавного, республіканського та місцевого значення, загальною довжиною 0,706 тис. км, в тому числі з твердим покриттям — 0,289 тис. км, та 0,417 тис. км з ґрунтовим покриттям. Довжина залізничної колії в межах Пирятинського району становить 0,028 тис. км.

### Природоохоронні території
Територія Пирятинського району багата пам'ятками природи. Загалом тут 21 природоохоронний об'єкт. Це національний природний парк «Пирятинський»; ландшафтний заказник загальнодержавного значення «Дейманівський»; гідрологічний заказник загальнодержавного значення «Куквинський»; шість гідрологічних заказників місцевого значення — «Березоворудський», «Великокручанський», «Гурбинський», «Давидівський», «Сасинівський» та «Харківецький». Має район загальнозоологічний заказник місцевого значення «Леляківський», ентомологічний заказник місцевого значення «Гришківка». Кілька об'єктів відносяться до категорії ботанічних — лісопарк «Острів Масальський», ботанічний заказник місцевого значення «Шкуратівський», ботанічні пам'ятки природи місцевого значення: «Парк», «Дуб черешчатий» та «Олександрівський дуб». Два із природоохоронних об'єктів є комплексними — «Старий шлях» і «Бурти» комплексні пам'ятки природи місцевого значення. Є на території району і два заповідних урочища — «Куквин» та «Яри-Поруби» віднесені до категорії об'єктів зі статусом місцевого значення. До цього списку додамо іще пам'ятку садового мистецтва загальнодержавного значення «Березоворудський», створений у давні часи родиною Закревських у своєму маєтку в селі Березова Рудка. Парк, дерева якого бачили іще Тараса Григоровича Шевченка.
Як видно із цього переліку, топографічні особливості, географічні характеристики та географічні особливості Пирятинщини наклали свій відбиток на характер природоохоронних об'єктів. Значний відсоток їх — це гідрологічні заказники.
Створені в різний час і за різних умов та з різною метою вони об'єднані одним — намаганням зберегти первісну природу стародавнього Пирятинського краю. До того ж ці осередки дикої природи є багатим джерелом для вивчення рослинного і тваринного світу Полтавщини.
- національний природний парк місцевого значення «Пирятинський»,
- ландшафтний заказник місцевого значення «Дейманівський»,
- гідрологічний заказник місцевого значення «Куквинський»,
- парк-пам'ятка садово-паркового мистецтва місцевого значення «Березоворудський»,
- ботанічний заказник місцевого значення «Шкуратівський»,
- загально-зоологічний заказник місцевого значення «Леляківський»,
- ентомологічний заказник місцевого значення «Гришківка»,
- гідрологічний заказник місцевого значення «Харківецький»,
- гідрологічний заказник місцевого значення «Великокручанський»,
- гідрологічний заказник місцевого значення «Гурбинський»,
- гідрологічний заказник місцевого значення «Сасинівський»,
- гідрологічний заказник місцевого значення «Березоворудський»,
- гідрологічний заказник місцевого значення «Давидівський»,
- комплексна пам'ятка природи місцевого значення «Бурти»,
- комплексна пам'ятка природи місцевого значення «Старий шлях»,
- ботанічна пам'ятка природи місцевого значення «Дуб черешчатий»,
- ботанічна пам'ятка природи місцевого значення «Лісопарк «Острів Масальський»,
- ботанічна пам'ятка природи місцевого значення «Парк»,
- ботанічна пам'ятка природи місцевого значення «Олександрівський дуб»,
- заповідне урочище місцевого значення «Яри-Поруби»,
- заповідне урочище місцевого значення «Куквин».

## Історія
Район утворений у 1923 році з колишніх Пирятинської і Городищенської волостей Пирятинського повіту в складі Прилуцького, з 1930 року — Лубенського округів.
У 1932 році район віднесено до складу Харківської, а з 1937 року — Полтавської областей.
У міжвоєнний період у Пирятинський район влилися Березоворудський і частково Харковецький райони.
У ході Німецько-радянської війни район з 1 вересня 1942 до 18 вересня 1943 року належав до Пирятинського ґебіту.

## Адміністративний поділ
Адміністративно Пирятинський район поділений на 1 міську громаду і 13 сільських рад, які об'єднують 43 населені пункти.
17 липня 2020 року, після ліквідації Пирятинського району, увійшов до складу Лубенського району.

## Транспорт
Районом проходить автошлях E40М03.

## Населення
Розподіл населення за віком та статтю (2001):
| Стать | Всього | До 15 років | 15-24 | 25-44 | 45-64 | 65-85 | Понад 85 |
| --- | ------ | ----------- | ----- | ----- | ----- | ----- | -------- |
| Чоловіки | 16 761 | 3043        | 2446  | 4878  | 4384  | 1918  | 92       |
| Жінки | 19 737 | 2891        | 1969  | 5033  | 5215  | 4190  | 439      |
| \| Статево-вікова піраміда \| Статево-вікова піраміда \| Статево-вікова піраміда \| \| ----------------------- \| ----------------------- \| ----------------------- \| \| Чоловіки \| Вік \| Жінки \| \| 92 \| 85 + \| 439 \| \| 153 \| 80-84 \| 592 \| \| 486 \| 75-79 \| 1276 \| \| 679 \| 70-74 \| 1393 \| \| 600 \| 65-69 \| 929 \| \| 1156 \| 60-64 \| 1634 \| \| 757 \| 55-59 \| 924 \| \| 1226 \| 50-54 \| 1295 \| \| 1245 \| 45-49 \| 1362 \| \| 1362 \| 40-44 \| 1376 \| \| 1236 \| 35-39 \| 1289 \| \| 1168 \| 30-34 \| 1174 \| \| 1112 \| 25-29 \| 1194 \| \| 1059 \| 20-24 \| 993 \| \| 1387 \| 15-20 \| 976 \| \| 1327 \| 10-14 \| 1251 \| \| 1017 \| 5-9 \| 914 \| \| 699 \| 0-4 \| 726 \| |        |             |       |       |       |       |          |
| Статево-вікова піраміда |        |             |       |       |       |       |          |
| Чоловіки | Вік    | Жінки       |       |       |       |       |          |
| 92 | 85 +   | 439         |       |       |       |       |          |
| 153 | 80-84  | 592         |       |       |       |       |          |
| 486 | 75-79  | 1276        |       |       |       |       |          |
| 679 | 70-74  | 1393        |       |       |       |       |          |
| 600 | 65-69  | 929         |       |       |       |       |          |
| 1156 | 60-64  | 1634        |       |       |       |       |          |
| 757 | 55-59  | 924         |       |       |       |       |          |
| 1226 | 50-54  | 1295        |       |       |       |       |          |
| 1245 | 45-49  | 1362        |       |       |       |       |          |
| 1362 | 40-44  | 1376        |       |       |       |       |          |
| 1236 | 35-39  | 1289        |       |       |       |       |          |
| 1168 | 30-34  | 1174        |       |       |       |       |          |
| 1112 | 25-29  | 1194        |       |       |       |       |          |
| 1059 | 20-24  | 993         |       |       |       |       |          |
| 1387 | 15-20  | 976         |       |       |       |       |          |
| 1327 | 10-14  | 1251        |       |       |       |       |          |
| 1017 | 5-9    | 914         |       |       |       |       |          |
| 699 | 0-4    | 726         |       |       |       |       |          |

Національний склад населення за даними перепису 2001 року:
| Національність | Кількість осіб | Відсоток |
| -------------- | -------------- | -------- |
| українці       | 34520          | 94,58%   |
| росіяни        | 1563           | 4,28%    |
| білоруси       | 140            | 0,38%    |
| молдовани      | 61             | 0,17%    |
| вірмени        | 46             | 0,13%    |
| інші           | 169            | 0,46%    |

Мовний склад населення за даними перепису 2001 року:
| Мова       | Кількість осіб | Відсоток |
| ---------- | -------------- | -------- |
| українська | 34596          | 94,79%   |
| російська  | 1738           | 4,76%    |
| білоруська | 46             | 0,13%    |
| молдовська | 33             | 0,09%    |
| вірменська | 33             | 0,09%    |
| інші       | 53             | 0,15%    |

## Політика
25 травня 2014 року відбулися позачергові Вибори Президента України 2014. У межах Пирятинського району було створено 35 виборчих дільниць. Явка на виборах складала — 64,90 % (проголосували 17 137 із 26 404 виборців). Найбільшу кількість голосів отримав Петро Порошенко — 54,46 % (9 332 виборців); Юлія Тимошенко — 16,26 % (2 786 виборців), Олег Ляшко — 11,63 % (1 993 виборців), Анатолій Гриценко — 5,65 % (969 виборців), Сергій Тігіпко — 3,40 % (582 виборців). Решта кандидатів набрали меншу кількість голосів. Кількість недійсних або зіпсованих бюлетенів — 1,09 %.
21 квітня 2019 року відбувся другий тур чергових Виборів Президента України 2019. Місто Пирятин та Пирятинський район були включені в межі одномандатного виборчого округу № 151 з центром в м. Лохвиця, відповідно у межах Пирятинського району було створено — 34 виборчі дільниці. За результатами виборів, в окрузі № 151, за Володимира Зеленського було віддано — 81.49 % голосів, за Петра Порошенка — 16,30 %.

## Пам'ятки
- Пам'ятки монументального мистецтва Пирятинського району
- Пам'ятки історії Пирятинського району

## Персоналії
- Іван Максимович (1679–1745) — живописець-монументаліст;
- Платон Гамалія (1766–1817) — моряк, капітан-командор, педагог, перекладач, вчений;
- Василь Григорович (1786–1865) — мистецтвознавець та історик мистецтва;
- Аполлон Мокрицький (1810–1870) — живописець і педагог, академік мистецтв;
- Євген Гребінка (1812–1848) — письменник;
- Григорій Писемський (1862–1937) — акушер-гінеколог;
- Петро Лебедєв (1885–1943) — геолог і петрограф;
- Сергій Литвиненко (1899–1964) — скульптор;
- Василь Ремесло (1907–1983) — вчений, селекціонер.